# Innocente Bernardino Carcano
Innocente Bernardino Carcano (Maslianico, 18 de mayo de 1828-Buenos Aires, 31 de mayo de 1904) fue un profesor de latín y música italiano, compositor, que también se desempeñó como periodista en la ciudad de Córdoba.

## Historia
Hijo de Giovanni Carcano y Maria Bernasconi. Estudiaba música en la escuela de Milano, cuando Carlos Alberto de Saboya defiende con las armas la independencia de Italia y resiste la invasión de los austríacos. Abandona el colegio y se incorpora al ejército patriota. En la Batalla de Novara (1849), recibe una herida de bayoneta en el costado izquierdo, cuya cicatriz ostentaba con orgullo.
La dura persecución de los austríacos los obligará al exilio. Acompañado por su hermana Carolina, bellísima y recién casada, llega a Buenos Aires en 1849. Traen cartas de presentación para Demarchi Hnos. Un día les llega la noticia de que los austríacos han concedido amnistía política, y muchos deciden regresar a Italia. Carolina regresa inmediatamente, pero Inocente Bernardino se entera por los Demarchi que en Córdoba están contratando profesores de latín y música en la universidad y decide quedarse en estas tierras debido a la gran curiosidad que despertaba en él "la leyenda de la Pampa, el espejismo del desierto".
Comienza su actividad docente en esta ciudad como profesor de latín y de música en el Colegio de Monserrat. En 1850 es designado instructor de la Banda de Música del Batallón Defensores de la Independencia Americana por el gobernador Manuel López. Funda la Banda de Música del citado colegio y publica el libro Principios y Teorías de la Música. Se casa con Honoria César formando su familia en Córdoba, de la cual nacen dos hijos: Ramón José y María.
En 1855 es nombrado director e instructor de la Banda de Música de la Ciudad y auspicia la fundación de la Sociedad Filarmónica de Córdoba. También ejerce el periodismo iniciándose en El Fusionista de Córdoba y actúa luego como corresponsal de La Nación de Buenos Aires. Por su formación musical escribe un libro sobre teoría de la música, compone sinfonías y marchas, entre ellas, “El Triunfo de los Aliados”. Es autor además de la que se supone primera ópera compuesta en Córdoba, la ópera en un acto “Aurelia”, estrenada en la Estancia  de Caroya  en el verano de 1864; aunque perdida en la actualidad. Fue organista en la Catedral y en la Compañía de Jesús. Ocupó diversos cargos públicos: delegado del Consejo de Administración del ferrocarril de Córdoba a Tucumán, enviado por el presidente Avellaneda a Londres para fiscalizar la adquisición de material ferroviario, inspector general de Colonias de la Provincia de Córdoba e inspector del Banco de Córdoba. Además fue designado cónsul de Italia en Córdoba, radicándose finalmente en Buenos Aires, donde falleció en 1904.